# Mack & Joe
Mack & Joe, bokserie med westernböcker i pocketformat utgivna av Wahlströms bokförlag författade av Tom Dutchman.
| Mack & Joe | Mack & Joe            | Mack & Joe   | Mack & Joe   |
| Volym      | Titel                 | Författare   | Utgivningsår |
| ---------- | --------------------- | ------------ | ------------ |
| 39         | Revansch i Sacramento | Tom Dutchman | 1976         |
| 40         | Död mans hämnd        | Tom Dutchman | 1976         |
| 41         | Bankrånet i Bear City | Tom Dutchman | 1976         |
| 42         | Dödlig bluff          | Tom Dutchman | 1976         |
| 43         | Spökstaden            | Tom Dutchman | 1976         |
| 44         | Hämnaren från Sonora  | Tom Dutchman | 1977         |
| 45         | Främlingen            | Tom Dutchman | 1977         |
| 46         | Farornas väg          | Tom Dutchman | 1977         |
| 47         | Vargmannen            | Tom Dutchman | 1977         |
| 48         | Spökgruvan            | Tom Dutchman | 1977         |
| 49         | Duell i Texas         | Tom Dutchman | 1977         |
| 51         | De trotsade döden     | Tom Dutchman | ?            |
| 56         | De jagade             | Tom Dutchman | ?            |
| 57         | Striden om höjd 77    | Tom Dutchman | ?            |
| 58         | Guldjakt i Alaska     | Tom Dutchman | ?            |